# Loughsalt Mountain
Loughsalt Mountain är ett berg i republiken Irland.   Det ligger i grevskapet County Donegal och provinsen Ulster, i den norra delen av landet, 220 km nordväst om huvudstaden Dublin. Toppen på Loughsalt Mountain är 469 meter över havet, eller 351 meter över den omgivande terrängen. Bredden vid basen är 15,0 km.
Terrängen runt Loughsalt Mountain är platt söderut, men norrut är den kuperad.Runt Loughsalt Mountain är det ganska glesbefolkat, med 21 invånare per kvadratkilometer. Närmaste större samhälle är Letterkenny, 15,5 km söder om Loughsalt Mountain. Trakten runt Loughsalt Mountain består i huvudsak av gräsmarker.